# Martin Hurka
Martin Hurka (*20. duben 1993, Praha) je český fotbalový útočník či záložník, působící v klubu FK Viktoria Žižkov.

## Klubova kariéra
Fotbalově začínal v Libuši v 4 letech, o rok později už kopal za mládežnické celky pražské Slavie. V roce 2010 se poprvé podíval do A-týmu Slavie, když ho povolal trenér Cipro. Na opravdovou šanci si musel počkat až do sezony 2011/12, kdy se stal členem základní sestavy.
26. května 2013 v předposledním ligovém kole sezóny 2012/13 přispěl gólem k výhře Slavie 3:0 nad Hradcem Králové, jenž se tak stal jistým sestupujícím.
Na jaře 2014 nejprve neuspěl na testech v FK Viktoria Žižkov a následně odchází na půlroční hostování do SK Dynamo České Budějovice. Do Slávie se vrátil před sezonou 2014/2015, ale opět se nevešel do kádru prvního týmu a trenér Miroslav Beránek jej uvolnil pro další hostování v týmu FK Kolín. S týmem sestoupil do ČFL. V létě 2015 odešel hostovat do FK Viktoria Žižkov.

## Reprezentační kariéra
Hurka byl členem reprezentačních týmů České republiky v mládežnických kategoriích od 16 do 19 let. S národním týmem do 17 let se probojoval na Mistrovství Evropy ve fotbale hráčů do 17 let v roce 2010, na kterém tým skončil na šestém místě.